# Rua Augusta
Rua Augusta – słynna ulica w centrum Lizbony, w Portugalii, która biegnie od sławnego łuku triumfalnego Arco da Rua Augusta, łącząc Praça do Comércio z Rossio. Rua Augusta nawiązuje do postaci króla Józefa I Reformatora.
Jest to ulica typowo handlowa, skupiająca na swoim terenie sklepy wielu dużych międzynarodowych marek. Od późnych lat 80. XX wieku jest zamknięta dla ruchu i zamieniona na deptak. Często jest zajmowana przez ulicznych artystów, rzemieślników czy sprzedawców ulicznych.
Równolegle do niej, biegną Rua do Ouro (ul. Złota) i Rua da Prata (ul. Srebrna).